# Просценијум
Просценијум је простор испред сцене (позорнице) у позоришту. Код грчких позоришта под овим се подразумева издигнут простор непосредно испред декорисаног зида сцене.